# جيمس شيروود
جيمس شيروود (بالإنجليزية: James Sherwood)‏ هو ضابط ورجل أعمال أمريكي، ولد في 8 أغسطس 1933 في نيو كاسل في الولايات المتحدة.